# نیکولو فاجولی
نیکولو فاجولی (ایتالیایی: Nicolò Fagioli؛ زادهٔ ۱۲ فوریهٔ ۲۰۰۱) بازیکن فوتبال اهل ایتالیا است که برای باشگاه فیورنتینا بازی می‌کند.

## باشگاهی
از باشگاه‌هایی که در آن بازی کرده‌است می‌توان به باشگاه فوتبال یوونتوس اشاره کرد.

## تیم ملی
وی همچنین در تیم‌های ملی فوتبال زیر ۱۵ سال ایتالیا، زیر ۱۷ سال ایتالیا و زیر ۱۹ سال ایتالیا بازی کرده‌است.